# Cristian Restrepo
Cristian Restrepo (Santa Marta, Magdalena, Colombia; 7 de junio de 1988) es un futbolista colombiano. Juega de volante y actualmente milita en el Carabobo de la Primera División de Venezuela.

## Trayectoria

### Millonarios FC
Cristian Restrepo debutó en el Millonarios como profesional después de haber salido de las inferiores del Independiente Medellín. 

### La Luz y Liverpool
Viajó a Uruguay para jugar en los equipos de La Luz y Liverpool. 

### Unión Magdalena
Más adelante, regresa a Colombia para integrar el Unión Magdalena.

### Atlético Huila
En el 2012 ficha para el Atlético Huila.

### Independiente Medellín
Y en el 2013 se une al Independiente Medellín, en el cual estuvo hasta mediados de 2015.

### América de Cali
Luego de su regreso trucando a Millonarios se confirmarse su cesión al América de Cali.

## Clubes
| Club                   | País      | Año       |
| ---------------------- | --------- | --------- |
| Millonarios            | Colombia  | 2007      |
| La Luz                 | Uruguay   | 2007-2008 |
| Liverpool              | Uruguay   | 2008-2009 |
| Unión Magdalena        | Colombia  | 2009-2011 |
| Atlético Huila         | Colombia  | 2012      |
| Independiente Medellín | Colombia  | 2012-2015 |
| América de Cali        | Colombia  | 2015      |
| Jaguares de Córdoba    | Colombia  | 2017-2018 |
| Carabobo               | Venezuela | 2019      |